# Moskauer Deutsche Zeitung
Moskauer Deutsche Zeitung (рус. Московская немецкая газета) выходит в Москве каждые две недели: 16 полос на немецком языке, 8 – на русском. Выборочно статьи повторяются в онлайн-формате на сайте газеты. Тираж — 25 000 экземпляров. Издатели — Ольга и Генрих Мартенс. Периодически издаются различные специальные выпуски и приложения: «Наука и образование», «Партнерство», «Путешествуем с удовольствием», «Россия – Германия», «Бизнес в России».
Газета издается не только для тех, кто владеет немецким языком или изучает его, но также и для тех, кто следит за событиями в России, Германии и в мире в целом. Издание освещает вопросы политики, общественной жизни, экономики, культуры, спорта. Немецкоязычным экспатам и туристам «Московская немецкая газета» предоставляет уникальную возможность узнать последние новости на тему российско-германских отношений и познакомиться с Россией и, в частности, с Москвой на родном языке. Также «Московская немецкая газета» поможет выучить немецкий язык, предлагая вниманию читателей аутентичные тексты и различные грамматические задания в специальной рубрике.
В 2011 году вышла книга «Planet Moskwa», в которой собраны статьи немецких редакторов газеты о Москве. Этот своеобразный путеводитель по Москве и русской культуре будет интересен как иностранцам, так и самим русским. Калейдоскоп взглядов, мнений, стереотипов позволит посмотреть на столицу России иными глазами и ощутить особую атмосферу мегаполиса.
В 2018 году газета отмечает свой 20-летний юбилей и готовит еще один праздничный спецвыпуск, который будет представлен в день открытия юбилейной фотовыставки в апреле.

## История
Впервые издание увидело свет в 1870 году и служило источником информации для немцев, проживавших в Москве. С началом Первой мировой войны издание прекратило своё существование. В советское время не восстанавливалось. В 1998 году Международный союз немецкой культуры (МСНК) возобновил выпуск газеты. Издатель газеты Генрих Мартенс также является основателем и председателем МСНК. В 2000 году у издания появился свой электронный ресурс. 